# Куараи
Куараи (порт. Quaraí) — муниципалитет в Бразилии, входит в штат Риу-Гранди-ду-Сул. Составная часть мезорегиона Юго-запад штата Риу-Гранди-ду-Сул. Входит в экономико-статистический микрорегион Кампанья-Осидентал. По реке Куараи граничит с департаментом Артигас (Уругвай). Население составляет 25 420 человек на 2006 год. Занимает площадь 3 147,637 км². Плотность населения — 8,1 чел./км².

## История
Город основан 8 апреля 1875 года.

## Статистика
- Валовой внутренний продукт на 2003 составляет 174.837.475,00 реалов (данные: Бразильский институт географии и статистики).
- Валовой внутренний продукт на душу населения на 2003 составляет 7.058,44 реалов (данные: Бразильский институт географии и статистики).
- Индекс развития человеческого потенциала на 2000 составляет 0,776 (данные: Программа развития ООН).